# Jean-François Deniau
Jean-François Deniau (París, 31 de octubre de 1928 - ibídem, 24 de enero de 2007) fue un político, diplomático, ensayista y novelista francés. Hasta 1998 fue miembro de la Unión para la Democracia Francesa. En 1992 fue elegido miembro de la Academia Francesa, ocupando el asiento número 36 hasta su muerte.

## Biografía
En 1958 fue nombrado director de Asuntos Exteriores para la Comisión Europea, llevando a cabo el anteproyecto del Tratado de Roma.
En 1963 fue nombrado embajador francés en Mauritania, y en 1967 fue uno de los Comisarios Europeos elegidos por Francia, pasando a formar parte de la Comisión Rey, y más tarde también de la Comisión Malfatti. Fue responsable de las negociaciones para la expansión de la Unión Europea al Reino Unido, la República de Irlanda, Dinamarca y Noruega, así como de la asistencia a países en vías de desarrollo.
En 1973 pasó a formar parte del gobierno de Pierre Messmer como Secretario de Estado para la Cooperación. Después fue nombrado Secretario de Estado del Ministro de Agricultura y Desarrollo Rural en el gobierno formado por Jacques Chirac tras la elección de Valéry Giscard d'Estaing a la presidencia de la República Francesa en 1974. En 1976 se convirtió en embajador francés en Madrid, a requerimiendo del entonces recién coronado Juan Carlos I, con quien había trabado amistad durante las regatas. Deniau jugaría un importante papel como asesor del rey y del gobierno durante la Transición Española.
En septiembre de 1977 fue nombrado Secretario de Estado para el Ministrerio de Asuntos Exteriores en el gobierno de Raymond Barre, luego Ministro de Comercio (1978) y finalmente Ministro de Reforma Administrativa en el último gobierno de Raymond Barre (1981).
Entre 1978 y 1981 y entre 1986 y 1997 fue miembro del Parlamento francés.
Jean-François Deniau ingresó en la Academia francesa el 9 de abril de 1992.
Murió en París, en 2007, a los 78 años de edad.